# Hoplitis acuticornis
Hoplitis acuticornis é uma espécie de insetos himenópteros, mais especificamente de abelhas pertencente à família Apidae.
A autoridade científica da espécie é Dufour & Perris, tendo sido descrita no ano de 1840.
Trata-se de uma espécie presente no território português.